# Paul McStay
Paul Michael Lyons McStay, MBE (* 22. Oktober 1964 in Hamilton) ist ein ehemaliger schottischer Fußballspieler.

## Karriere
Paul McStay begann seine Profilaufbahn beim FC Aberdeen. 1981 wechselte er zu Celtic Glasgow, wo er bis ins Jahr 1997 spielte. Mit Celtic wurde McStay 1982, 1986 und 1988 schottischer Meister. Den schottischen Pokal gewann er 1985, 1988 und 1989 ebenfalls dreimal. In insgesamt 672 Spielen für Celtic schoss McStay 72 Tore.
Auf internationaler Ebene war seine Karriere nicht ganz so erfolgreich. Einen ersten Erfolg konnte er 1982 allerdings mit der schottischen Jugendnationalmannschaft feiern, welche Europameister wurde. McStay nahm mit Schottland 1986 und 1990 an der WM-Endrunde teil. Kam er beim Turnier in Mexiko so gut wie gar nicht zum Einsatz, konnte er vier Jahre später in Italien alle Spiele bestreiten. Bei beiden Weltmeisterschaften war für ihn bereits in der Vorrunde Schluss. Bei der Europameisterschaft 1992 in Schweden kam er ebenfalls in allen Spielen zum Einsatz, aber auch hier war für die Schotten in der Vorrunde Endstation.
McStay bestritt 72 Länderspiele und erzielte dabei neun Tore.